# Tillandsia polystachia
Tillandsia polystachia är en gräsväxtart som först beskrevs av Carl von Linné, och fick sitt nu gällande namn av Carl von Linné. Tillandsia polystachia ingår i släktet Tillandsia och familjen Bromeliaceae. Inga underarter finns listade i Catalogue of Life.